# Colorado
Colorado és un estat dels Estats Units d'Amèrica, situat a l'oest del país. Colorado és conegut perquè té els cims més alts de les muntanyes Rocoses que s'estenen per la part occidental de l'estat. La capital és Denver, que té una àrea metropolitana que concentra la meitat de la població de tot l'estat (2,5 dels 5 milions d'habitants). Pren el nom del Riu Colorado, en català riu roig.
El primer dia d'agost de 1876 el president Ulysses S. Grant va signar una proclamació admetent Colorado com l'estat número 38 dels Estats Units. Se l'anomena "estat del centenari", ja que va ser admès a la Unió el 1876, l'any del centenari de la Declaració d'Independència dels Estats Units.
L'Oficina Postal dels Estats Units abreuja el nom d'aquest estat amb les lletres amb CO. Diversos vaixells anomenats USS Colorado van rebre aquest nom en honor de Colorado.

## Geografia de Colorado

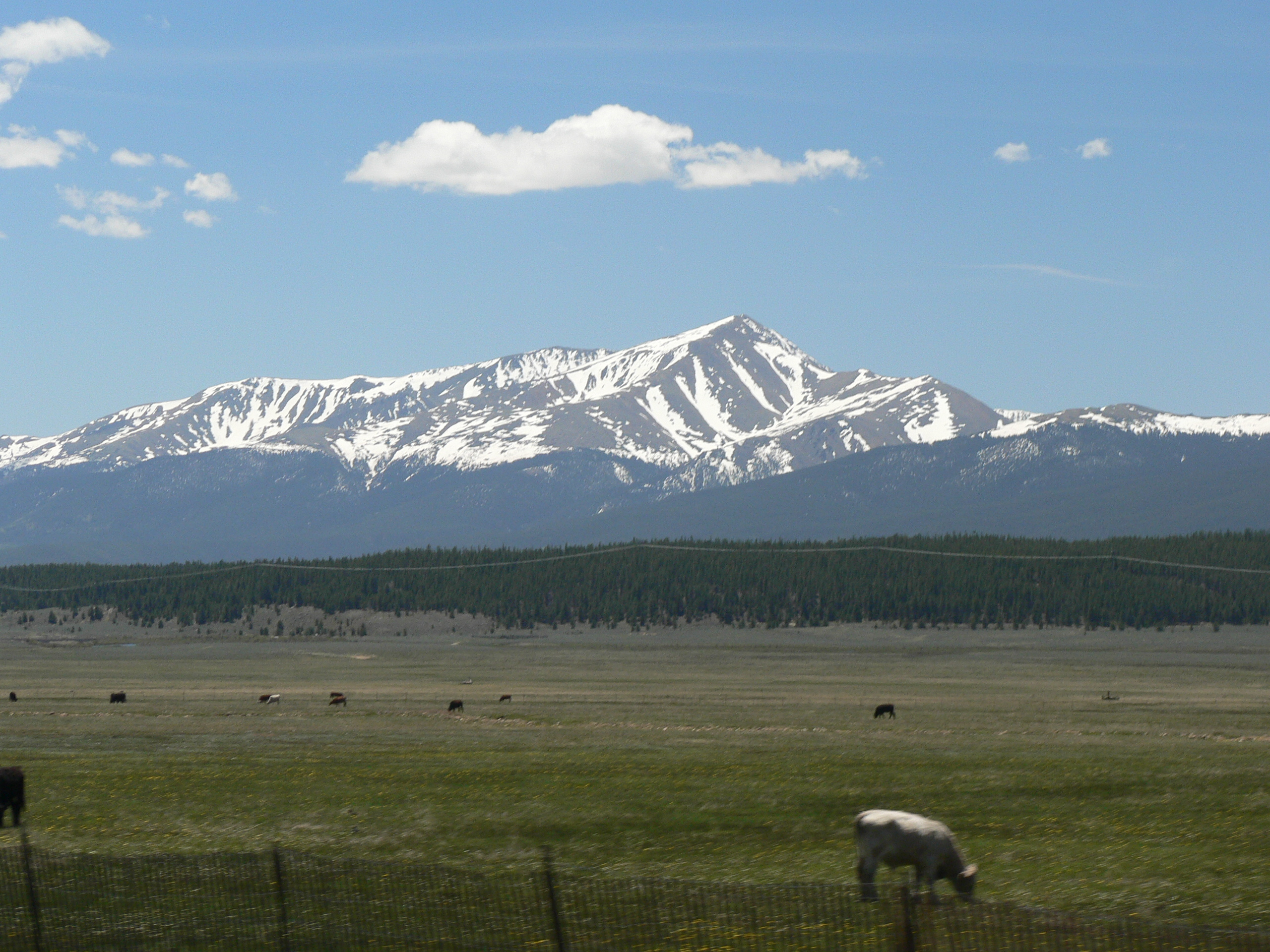
Mont Elbert (4401 m), el punt més elevat de Colorado.

L'estat de Colorado es defineix com un rectangle geoesfèric, amb una geografia molt diversa que comprèn tant territoris muntanyosos molt accidentats com vastes planes. El cim més alt és l'Elbert, de 4.401 metres d'altitud, al Comtat de Lake que és alhora el punt més alt de l'estat i el punt més alt de totes les muntanyes Rocoses. Colorado té, aproximadament, 550 cims que superen els 4.000 metres. És també l'únic estat que es troba enterament per sobre dels 1.000 metres d'altitud. El punt de menor altitud té 1.010 metres i és el punt de la frontera oriental del Comtat de Yuma on desaigua el riu Arikaree. Aquestes conques, en particular la vall de San Luis, es troben al llarg d'una important depressió tectònica del riu Grande.
Les muntanyes Rocoses, a Colorado, tenen 54 cims de més de 14.000 peus (4.270 m), coneguts com els catorzemils («fourteeners»). Les muntanyes tenen boscos de coníferes i pollancres, fins a una altura d'aproximadament 4.000 m al sud de l'estat i d'uns 3.200 m al nord. Per sobre d'aquesta línia arbrada, només hi ha vegetació alpina. Les muntanyes Rocoses estan cobertes de neu només a l'hivern.  Grand Junction és la ciutat més gran del vessant occidental i està connectada per l'autopista Interestatal I-70.
La plana ocupa gairebé un terç de l'estat, però no la formen praderies sinó que comprèn zones ocupades per boscos caducifolis, amb elevacions sobtades i gorges, semblant al paisatge que podem troba a Nou Mèxic. Una part de les planes es dedica al conreu.
Al sud-est de Grand Junction hi ha la Grand Mesa, una zona de 1.300 km² ocupada per muntanyes de forma aplatada anomenades mesa. Més a l'est, hi ha les estacions d'esquí d'Aspen, Vail, Crested Butte, i Steamboat Springs. El racó nord-oest de Colorado, que limita amb el nord-est de Utah i el sud-oest de Wyoming, té molt baixa densitat de població i es destina principalment a pastures.
D'oest a est, l'estat presenta conques desèrtiques, que es converteixen en altiplans, seguides de muntanyes alpines i, després, de les praderies de les Grans Planes. L'Elbert és el cim més alt de les muntanyes Rocoses. El famós cim Pikes està just a l'oest de Colorado Springs. Es tracta d'una muntanya solitària que es veu des de prop de la frontera de Kansas en els dies clars.

## Govern i Política
Com la majoria dels estats nord-americans la Constitució de Colorado reconeix tres poders separats: el legislatiu, l'executiu i el judicial. El poder legislatiu està representat per l'Assemblea General que consta de dues cambres: la Cambra dels Representants, amb 65 membres, i el Senat, amb 35. El governador actual (2011) és John Hickenlooper (Partit Demòcrata).
Colorado nomena dos senadors per al Senat Federal. Els seus actuals senadors són Mark Udall (demòcrata) i Michael Bennet (demòcrata). Compta amb 7 districtes a la Cambra de Representants nord-americana.

## Economia

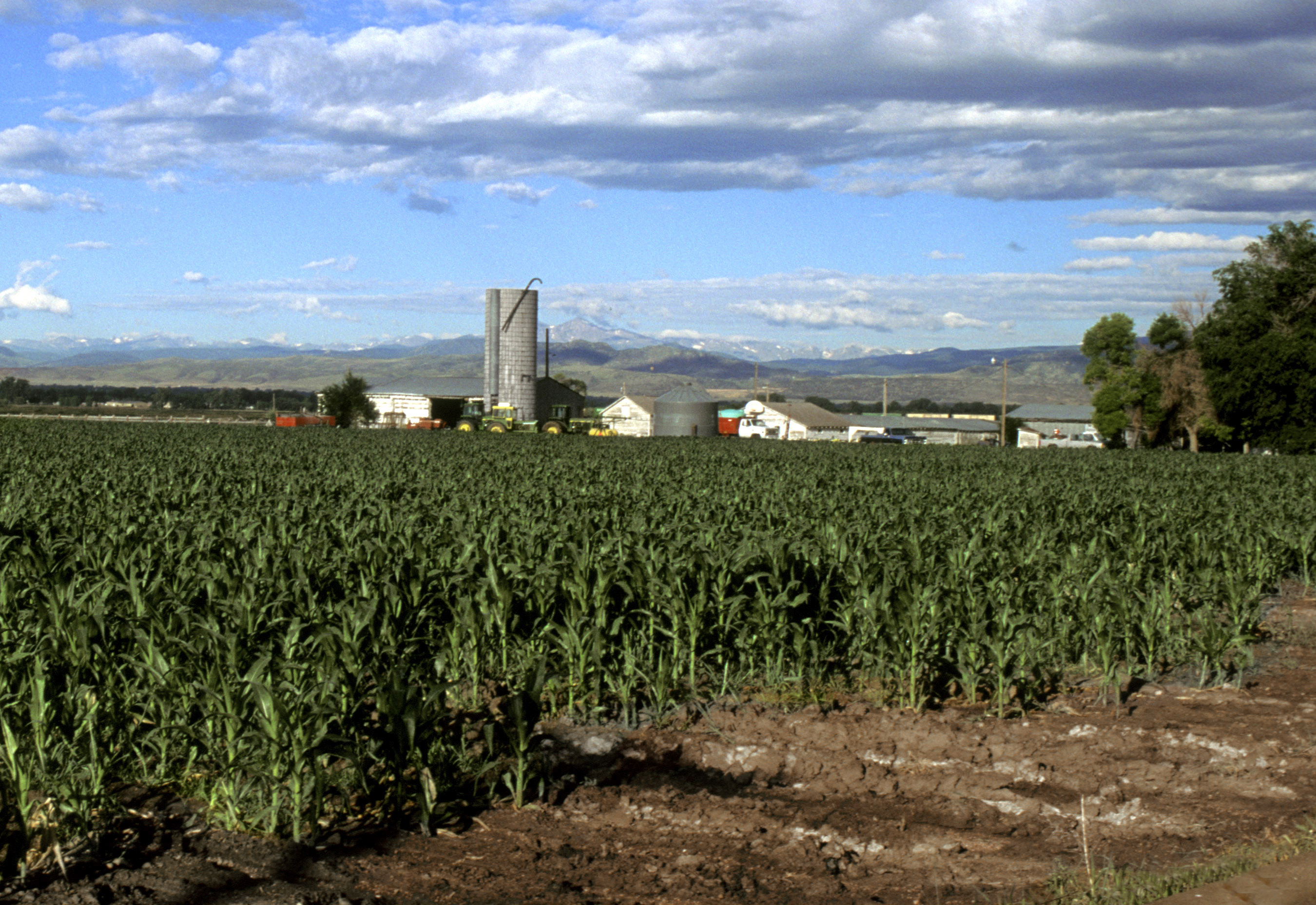
Producció de blat de moro a Colorado.

L'economia de l'estat es va desenvolupar des de mitjans del segle xix a la vegada que es desenvolupava l'agricultura de regadiu. Més tard, a la fi d'aquest segle, la ramaderia va començar a tenir major importància. Quan a l'agricultura els conreus més destacats són: el blat de moro, blat, farratges, soja i civada. L'economia ramadera està dedicada al bestiar boví i porcí principalment. El primer desenvolupament de la indústria estava basat en l'extracció i processament de minerals i de productes agrícoles. Actualment aquests productes són:  bestiar boví, blat, lactis, blat de moro i fenc.
El govern federal és una de les forces econòmiques de l'estat amb diverses importants instal·lacions com són:
- Colorado Springs: el NORAD i la "US Air Force Academy" (Acadèmia de la Força Aèria dels Estats Units).
- Boulder: NOAA i el "National Oceanic and Atmospheric Administration" (Administració Nacional Oceànica i Atmosfèrica).
- Lakewood: la "US Geological Survey" (Agència de Control Geològic dels Estats Units) i altres agències federals del Centre Federal de Denver.
- Denver: la  "Denver Mint" (Fàbrica de Moneda de Denver), la  "10th Circuit Court of Appeals" (Tribunal d'Apel·lacions del 10è Districte).
- Florence: la  "Administrative Maximum Security Florence" (Presó de Màxima Seguretat de Florence).

Hi ha, per descomptat, altres agències governamentals dels Estats Units que tenen terres a l'estat, especialment Natural Forest ( "Boscos Naturals") i quatre Parcs Nacionals. Hi ha a més nombroses empreses privades que operen a Colorado i tenen negocis amb les agències governamentals en l'estat.
En la segona part del segle xx els sectors de la indústria i serveis es van expandir de manera important. L'economia de l'estat es va diversificar notablement per la concentració d'indústries de recerca i alta tecnologia. Altres indústries d'importància a Colorado són el processament d'aliments, l'equipament de transport, maquinària, productes químics, minerals com or i molibdè i el turisme. Denver és a més un important centre financer de la nació.
L'Oficina d'Anàlisi Econòmica estima que la producció total de l'estat el 2003 va ser de 87.000 milions de dòlars i que la renda per capita en el mateix any va ser de 34.561 $, situant Colorado en el 8è lloc de la nació.

## Demografia

### Població
Segons el cens dels EUA del 2000, a l'estat hi havia censats 82.953 amerindis nord-americans (2%). Per tribus, les principals són els cherokees (13.326), navahos (6.858), sioux (4.897), apatxe (4.438), ute (3.312), choctaw (2.016), blackfoot (1.564), anishinaabemowin (1.555), pueblo (1.474), iroquesos (995) i xeienes (692).

### Ciutats més importants
Les ciutats més poblades apareixen a la Taula a la dreta. Altres ciutats importants són les següents:
| Commerce City Longmont Sherrelwood Louisville Golden Superior Welby Greeley Federal Heights Grand Junction Greenwood Village Clifton Thornton Brighton Highlands Ranch Security-Widefield Canon City | Southglenn Fountain Castle Rock Littleton Cimarron Hills Montrose Broomfield Black Forest Durango Wheat Ridge Fort Carson Fort Morgan Englewood Avon Northglenn Loveland | Silverthorne Ken Caryl Sterling Castlewood Pueblo West Evergreen Columbine Woodland Park Parker Lafayette Windsor Aspen (Colorado) (estació d'esquí) Leadville Trinidad Walsenburg Alamosa |

## Espais naturals protegits
- Lloc Històric Nacional d'Antic Fort de Bent[6]
- Parc Nacional del Canyó Negre del Gunnison[7]
- Monument Nacional dels Canyons dels Antics[8]
- Monument Nacional de Colorado[9]
- Àrea Recreativa Nacional de Curecanti[10]
- Monument Nacional del Dinosaure (parcial)[11]
- Monument Nacional dels Jaciments de Fòssils de Florissant[12]
- Parc Nacional de les Grans Dunes de Sorra[13]
- Reserva Nacional de les Grans Dunes de Sorra[13]
- Monument Nacional de Hovenweep (parcial)[14]
- Parc Nacional de Mesa Verde[15]
- Parc Nacional de les Muntanyes Rocoses[16]
- Lloc Històric Nacional de la Massacre del Rierol Sand[17]
- Monument Nacional de la Casa Iuca[18]

## Universitats i Escoles Superiors
| - | - Adams State College - Colorado Christian University - Colorado College - Colorado School of Mines - Colorado State University System - Colorado State University - Colorado State University - Pueblo - Colorado Technical University - Fort Lewis College - Heritage College & Heritage Institute - Jones International University - Taula State College - Metropolitan State College of Denver - Naropa Institute - National Technological University | - Nazarene Bible College - Registre University - Rocky Mountain College of Art and Design - Acadèmia de la Força Aèria dels Estats Units - Universitat de Colorado System - Universitat de Colorado a Boulder - Universitat de Colorado a Colorado Springs - Universitat de Colorado at Denver - Universitat de Colorado Health Sciences Center - Universitat de Denver - Universitat de Northern Colorado - Western State College |

## Esport

### Equips professionals
| - Denver Broncos, National Football League - Denver Nuggets, National Basketball Association - Colorado Rockies, - Colorado Rapids, Major League Soccer - Colorado Crush, Arena Football League | - Colorado Mammoth, National Lacrosse League - Colorado Avalanche, National Hockey League - Colorado Springs Sky Sox, Minor League Baseball (AAA) - Colorado Eagles, Central Hockey League - Colorado Chill, National Women's Basketball League |